# Lijst van veldslagen tijdens de Amerikaanse Onafhankelijkheidsoorlog
Lijst van veldslagen tijdens de Amerikaanse Onafhankelijkheidsoorlog van 1775-1783

## Grote campagnes en oorlogexpedities
- Boston campaign (1774-1776)
- Invasion of Canada (1775-1777)
- New York and New Jersey campaigns (1776-1777)
- Saratoga campaign (1777)
- Philadelphia campaign (1777-1778)
- Northern theater of the American Revolutionary War after Saratoga (1778-1781)
- West Indies and Gulf Coast campaigns (1779-1782)
- Southern theater of the American Revolutionary War (1775-1783)
- Western theater of the American Revolutionary War (1779-1782)
- Naval operations in the American Revolutionary War

## Slagen (in chronologische volgorde)

### 1774
- Powder Alarm - 1 september 1774

### 1775
- Slagen bij Lexington en Concord - 19 april 1775
- Beleg van Boston - 19 april 1775 - 17 maart 1776
- Inname van Fort Ticonderoga - 10 mei 1775
- Slag bij Crown Point - 12 mei 1775
- Slag bij St. Johns - 14 mei - 18 mei 1775
- Slag bij Chelsea Creek - 27 mei - 28 mei 1775
- Slag om Bunker Hill - 17 juni 1775
- Slag bij Gloucester - 8 augustus 1775
- Slag bij Stonington - 30 augustus 1775
- Beleg van Fort Saint-Jean (of Beleg van St. Johns) - 24 augustus - 3 november 1775
- Slag bij Longue-Pointe - 24 september 1775
- Brand van Falmouth - 18 oktober 1775 (geen slachtoffers)
- Slag bij Kemp's Landing - 14 november 1775
- Slag bij Great Bridge - 28 november - 9 december 1775
- Slag bij Fort Cumberland - 13 december - 28 december 1775
- Slag om Québec - 31 december 1775

### 1776
- Brand van Norfolk - 1 januari 1776
- Slag bij Moore's Creek Bridge - 27 februari 1776
- Slag bij Nassau - 2 maart - 3 maart 1776
- Slag bij the Rice Boats - 2 maart - 3 maart 1776
- Fortificatie van Dorchester Heights - 4 maart 1776
- Slag bij Saint-Pierre - 25 maart 1776
- Slag bij Fort Cedars - 15 mei - 16 mei 1776
- Slag bij Vaudreuil - 20 mei 1776
- Slag bij Trois-Rivières - 8 juni 1776 (geen slachtoffers)
- Slag bij Sullivan's Island - 28 juni 1776
- Slag bij Long Island (of Slag bij Brooklyn) - 27 augustus 1776
- Landing te Kip's Bay - 15 september 1776
- Slag bij Harlem Heights - 16 september 1776
- Slag bij Valcour Island - 11 oktober 1776
- Slag bij White Plains - 28 oktober 1776
- Slag bij Fort Washington - 16 november 1776
- Slag bij Fort Lee - 19 november 1776
- Slag bij Trenton - 26 december 1776

### 1777
- Tweede slag bij Trenton - 2 januari 1777
- Slag bij Princeton - 3 januari 1777
- Slag bij Millstone - 20 januari 1777
- Forage War - winter 1777
- Slag bij Bound Brook - 13 april 1777
- Slag bij Ridgefield (of de Danbury Raid) - 27 april 1777
- Slag bij Short Hills (of Slag bij Metuchen Meetinghouse) - 26 juni 1777
- Tweede slag bij Ticonderoga - 5 juli - 6 juli 1777
- Slag bij Hubbardton - 7 juli 1777
- Slag bij Fort Anne - 8 juli 1777
- Beleg van Fort Stanwix - 2 augustus - 23 augustus 1777
- Slag bij Oriskany - 6 augustus 1777
- Slag bij Bennington - 16 augustus 1777
- Slag bij Staten Island - 22 augustus 1777
- Slag bij Cooch's Bridge - 3 september 1777
- Slag bij Brandywine - 11 september 1777
- Slag bij the Clouds - 16 september 1777
- Slag bij Freeman's Farm - 19 september 1777 (of eerste Saratoga)
- Slag bij Paoli - 21 september 1777
- Beleg van Fort Mifflin - 26 september - 16 november 1777
- Slag bij Germantown - 4 oktober 1777
- Slag bij Red Bank - 5 oktober - 25 november 1777
- Slag bij Forts Clinton and Montgomery - 6 oktober 1777
- Slag bij Bemis Heights - 7 oktober 1777 (of tweede Saratoga)
- Slag bij Fort Mercer - 22 oktober 1777
- Slag bij Gloucester - 25 november 1777
- Slag bij White Marsh - 5 december - 8 december 1777
- Slag bij Matson's Ford - 11 december 1777

### 1778
- Slag bij Quinton's Bridge - 18 maart 1778
- Slag bij Crooked Billet - 1 mei 1778
- Slag bij Barren Hill - 20 mei 1778
- Slag bij Freetown - 25 mei 1778
- Slag bij Cobleskill - 30 mei - 1 juni 1778
- Slag bij Monmouth - 28 juni 1778
- Slag bij de Alligatorbrug - 30 juni 1778
- Slag bij Wyoming - 3 juli 1778
- Slag bij Ushant - 27 juli 1778
- Slag bij Rhode Island (of Slag bij Newport of Quaker Hill) - 29 augustus 1778
- Bloedbad van Baylor - 27 september 1778
- Bloedbad van Little Egg Harbor - oktober 1778
- Slag bij Chestnut Neck - 6 oktober 1778
- Carletons Raid - 24 oktober - 14 november 1778
- Bloedbad van Cherry Valley - 11 november 1778
- Inname van Savannah - 29 december 1778

### 1779
- Slag bij Beaufort (of Slag bij Port Royal Island) - 3 februari 1779
- Slag bij Kettle Creek - 14 februari 1779
- Slag bij Vincennes - 23 februari - 25 februari 1779
- Slag bij Briar Creek - 3 maart 1779
- Slag bij Stono Ferry - 20 juni 1779
- Slag bij Stony Point - 16 juli 1779
- Slag bij Minisink - 22 juli 1779
- Penobscot Expedition - 24 juli - 29 augustus 1779
- Slag bij Paulus Hook - 19 augustus 1779
- Slag bij Newtown - 29 augustus 1779
- Beleg van Savannah - 16 september - 18 oktober 1779
- Slag bij Flamborough Head - 23 september 1779

### 1780
- Slag bij Cape St. Vincent - 16 januari 1780
- Slag bij Young's House - 3 februari 1780
- Slag bij Fort Charlotte - 20 februari - 9 maart 1780
- Beleg van Charleston - 29 maart - 12 mei 1780
- Slag bij Monck's Corner - 14 april 1780
- Slag bij Lenud's Ferry - 6 mei 1780
- Birds invasie van Kentucky - mei - juni 1780
- Slag bij Saint Louis - 26 mei 1780
- Bloedbad van Waxhaw - 29 mei 1780
- Slag bij Connecticut Farms - 6 juni 1780
- Slag bij Ramseur's Mill - 20 juni 1780
- Slag bij Springfield - 7 juni en 23 juni 1780
- Slag bij Rocky Mount - 1 augustus 1780
- Slag bij Hanging Rock - 6 augustus 1780
- Slag bij Pekowee (of Slag bij Piqua) - 8 augustus 1780
- Slag bij Camden - 16 augustus 1780
- Slag bij Fishing Creek - 18 augustus 1780
- Slag bij Musgrove Mill - 18 augustus 1780
- Slag bij Kings Mountain - 7 oktober 1780
- Royalton Raid - 16 oktober 1780
- Slag bij Klock's Field - 19 oktober 1780
- Slag bij Blackstock's Plantation - 20 november 1780

### 1781
- Slag bij Jersey - 6 januari 1781
- Slag bij Cowpens - 17 januari 1781
- Slag bij Cowan's Ford - 1 februari 1781
- Slag bij Haw River - 25 februari 1781
- Slag bij Wetzell's Mill - 6 maart 1781
- Slag bij Guilford Court House - 15 maart 1781
- Slag bij Blanford (of Slag bij Petersburg) - 25 april 1781
- Slag bij Hobkirk's Hill - 25 april 1781
- Slag bij Fort Motte - 8 mei - 12 mei 1781
- Beleg van Augustusa - 22 mei - 6 juni 1781
- Beleg van Ninety-Six - 22 mei - 19 juni 1781
- Slag bij Spencer's Ordinary - 26 juni 1781
- Francisco's Fight - juli 1781
- Slag bij Greenspring Farm - 6 juli 1781
- Slag bij Groton Heights (of Fort Griswold) - 6 september 1781
- Slag bij Eutaw Springs - 8 september 1781
- Slag bij Cane Creek (of de Hillsboro Raid) - 12 september 1781
- Slag bij Yorktown (1781) - 28 september - 19 oktober 1781
- Slag bij Johnstown - 25 oktober 1781
- Slag bij Ushant - 12 december 1781

### 1782
- Slag bij de Saintes - 9 april - 12 april 1782
- Crawford Expeditie - 25 mei - 12 juni 1782
- Slag bij Blue Licks - 19 augustus 1782
- Slag bij de Combahee River - 27 augustus 1782